# Filyra
Filyra er i den græske mytologi en nymfe, der er mor til kentauren Chiron. Rhea havde en mistanke om Filyras forhold til Kronos, som er Chirons far, så Kronos omskabte sig selv til hest for ikke at blive afsløret. Da Filyra fødte Chiron, var han halvt menneske og halvt hest. Efter fødslen ville Filyra ikke at have noget at gøre med ham og syntes, at han var afskyelig og frastødende. Som straf gjorde guderne Filyra til et lindetræ.